# Canton de Bléré
Le canton de Bléré est une circonscription électorale française située dans le département d'Indre-et-Loire et la région Centre-Val de Loire.
À la suite du redécoupage cantonal de 2014, les limites territoriales du canton sont remaniées. Le nombre de communes du canton passe de 16 à 17.

## Représentation

### Conseillers d'arrondissement (de 1833 à 1940)
| Période                                  | Période | Identité                         | Étiquette | Qualité |
| ---------------------------------------- | ------- | -------------------------------- | --------- | --- |
| 1833                                     | 1839    | Henry François Haren (1778-1840) |           | Suppléant du juge de paix, Bléré                                                                            |
| 1839                                     | 1848    | M. Couéseau-Lemaitre             |           | Maire de Bléré                                                                                              |
|                                          |         |                                  |           | |
| avant 1883                               |         | Silvain Chollet                  |           | Géomètre expert, maire de Francueil, Président de la Société des vignerons                                  |
|                                          |         |                                  |           | |
| 1919                                     | 1934    | FrançoisTruchon-Bourdier         |           | Conseiller municipal de Bléré, Président du Conseil d'arrondissement                                        |
| 1934                                     | 1940    | Raoul Bernardi                   | Rad.ind.  | Propriétaire, maire d'Athée-sur-Cher                                                                        |
| 1940                                     |         |                                  |           | Les conseils d'arrondissement ont été suspendus par la loi du 12 octobre 1940 et n'ont jamais été réactivés |
| Les données manquantes sont à compléter. |         |                                  |           | |

### Conseillers généraux de 1833 à 2015
| Période | Période      | Identité                                       | Étiquette    | Qualité |
| ------- | ------------ | ---------------------------------------------- | ------------ | --- |
| 1833    | 1837 (décès) | Louis François Denis Calmelet-Daen (1762-1837) | Libéral      | Ancien député (1827-1830), propriétaire à Tours et à La Croix-en-Touraine Ancien conseiller municipal d'Amboise                                                                |
| 1838    | 1862         | Marquis Casimir de La Roche-Aymon              |              | Officier général en retraite, maire d'Athée-sur-Cher Propriétaire à Chenonceaux                                                                                                |
| 1862    | 1871         | Jacques Sylvain René Paulin Lemaître-Pays      |              | Propriétaire, viticulteur à Fausse-Besse, maire de Bléré |
| 1871    | 1880         | Lucien Royné                                   | Républicain  | maire de Bléré (1876-1880) |
| 1880    | 1917 (décès) | Charles Bidault                                | Rad.         | Minotier et propriétaire Sénateur (1897-1917), maire de Bléré (1880-1917) |
| 1917    | 1919         | siège vacant                                   |              | |
| 1919    | 1922         | Émile Faure                                    | SFIO         | Administrateur du syndicat des travailleurs des chemins de fer Député (1910-1919 et 1928-1936)                                                                                 |
| 1922    | 1928         | Louis Vaubourdolle                             | Rad.         | Médecin, Conseiller municipal de Bléré |
| 1928    | 1934         | Émile Faure                                    | PRS puis PSF | Administrateur du syndicat des travailleurs des chemins de fer Député (1910-1919 et 1928-1936)                                                                                 |
| 1934    | 1940         | Marcel Honnet                                  | Rad.         | Maire de Bléré (1941-1943) |
|         |              |                                                |              | |
| 1943    | 1945         | Rémy Poitevin                                  |              | Maire d'Athée-sur-Cher Nommé conseiller départemental en 1943 |
|         |              |                                                |              | |
| 1945    | 1949         | Edmond Crespin                                 | SFIO         | Employé de commerce Maire de Bléré (1944-1945) |
| 1949    | 1964 (décès) | Marcel Honnet (1887-1964)                      | RGR          | Ancien Maire de Bléré (1941-1943) |
| 1964    | 1979         | Robert Dumoulin                                | DVD          | Maire de La Croix-en-Touraine |
| 1979    | 2004         | Georges Fortier                                | RPR          | Médecin généraliste Maire de Bléré (1995-2014) |
| 2004    | 2015         | Alain Kerbriand-Postic                         | PS           | Retraité de l'enseignement agricole et ancien responsable syndical dans une confédération agricole Vice-Président du Conseil Général Maire de Saint-Martin-le-Beau (2001-2008) |

### Conseillers départementaux depuis 2015
| Période élective | Période élective | Mandat | Mandat   | Identité        | Nuance | Nuance | Qualité |
| ---------------- | ---------------- | ------ | -------- | --------------- | ------ | ------ | --- |
| 2015             | 2021             | 2015   | 2021     | Jocelyne Cochin |        | LR     | Retraitée Maire de La Croix-en-Touraine (2001-2020) Présidente de la Communauté de communes de Bléré Val de Cher (2008-2020) 8ème Vice-Présidente du Conseil départemental, chargée des bâtiments départementaux |
| 2015             | 2021             | 2015   | 2021     | Vincent Louault |        | LR     | Agriculteur Maire de Cigogné (2014-2023) Président de la Communauté de communes de Bléré Val de Cher (2020-2023)                                                                                                 |
| 2021             | 2028             | 2021   | en cours | Jocelyne Cochin |        | LR     | Conseillère sortante |
| 2021             | 2028             | 2021   | en cours | Vincent Louault |        | HOR    | Conseiller sortant, Sénateur d'Indre-et-Loire (depuis 2023) |

### Résultats détaillés

#### Élections de mars 2015
À l'issue du 1er tour des élections départementales de 2015, trois binômes sont en ballottage : Jocelyne Cochin et Vincent Louault (Union de la Droite, 32,40 %), Maryse Couillard et Daniel Labaronne (PS, 29,93 %) et Marc Dimeglio et Michèle Mermet (FN, 25,49 %). Le taux de participation est de 52,47 % (10 220 votants sur 19 477 inscrits) contre 50,88 % au niveau départemental et 50,17 % au niveau national.
Au second tour des élections départementales de 2015, Jocelyne Cochin et Vincent Louault (UMP) sont élus avec 38,69 % des suffrages exprimés et un taux de participation de 55,51 % (10 810 votants pour 19 473 inscrits).

#### Élections de juin 2021
Le premier tour des élections départementales de 2021 est marqué par un très faible taux de participation (33,26 % au niveau national). Dans le canton de Bléré, ce taux de participation est de 31,68 % (6 430 votants sur 20 298 inscrits) contre 30,88 % au niveau départemental. À l'issue de ce premier tour, deux binômes sont en ballottage : Jocelyne Cochin et Vincent Louault (DVD, 73,53 %) et Philippe Barbier et Marie Cosneau (RN, 26,47 %).
Le second tour des élections est marqué une nouvelle fois par une abstention massive équivalente au premier tour. Les taux de participation sont de 34,36 % au niveau national, 31,33 % dans le département et 31,82 % dans le canton de Bléré. Jocelyne Cochin et Vincent Louault (DVD) sont élus avec 74,35 % des suffrages exprimés (4 327 voix pour 6 459 votants et 20 300 inscrits),,. 

## Composition

### Composition avant 2015
Le canton de Bléré regroupait seize communes.
| Nom                  | Code Insee | Codepostal | Superficie (km2) | Population (dernière pop. légale) | Densité (hab./km2) |
| -------------------- | ---------- | ---------- | ---------------- | --------------------------------- | ------------------ |
| Bléré (chef-lieu)    | 37027      | 37150      | 30,80            | 5 250 (2012)                      | 170                |
| Athée-sur-Cher       | 37008      | 37270      | 34,47            | 2 618 (2012)                      | 76                 |
| Azay-sur-Cher        | 37015      | 37270      | 22,85            | 3 023 (2012)                      | 132                |
| Céré-la-Ronde        | 37046      | 37460      | 49,20            | 454 (2012)                        | 9,2                |
| Chenonceaux          | 37070      | 37150      | 4,33             | 360 (2012)                        | 83                 |
| Chisseaux            | 37073      | 37150      | 11,80            | 630 (2012)                        | 53                 |
| Cigogné              | 37075      | 37310      | 21,79            | 373 (2012)                        | 17                 |
| Civray-de-Touraine   | 37079      | 37150      | 22,88            | 1 827 (2012)                      | 80                 |
| Courçay              | 37085      | 37310      | 24,77            | 847 (2012)                        | 34                 |
| Dierre               | 37096      | 37150      | 10,27            | 576 (2012)                        | 56                 |
| Épeigné-les-Bois     | 37100      | 37150      | 14,52            | 436 (2012)                        | 30                 |
| Francueil            | 37110      | 37150      | 12,91            | 1 311 (2012)                      | 102                |
| La Croix-en-Touraine | 37091      | 37150      | 15,04            | 2 175 (2012)                      | 145                |
| Luzillé              | 37141      | 37150      | 40,68            | 894 (2012)                        | 22                 |
| Saint-Martin-le-Beau | 37225      | 37270      | 18,44            | 3 101 (2012)                      | 168                |
| Sublaines            | 37253      | 37310      | 14,44            | 191 (2012)                        | 13                 |

### Composition depuis 2015
Le nouveau canton de Bléré comprend 17 communes.
| Nom                           | Code Insee | Intercommunalité                           | Superficie (km2) | Population (dernière pop. légale) | Densité (hab./km2) | Modifier                                    |
| ----------------------------- | ---------- | ------------------------------------------ | ---------------- | --------------------------------- | ------------------ | ------------------------------------------- |
| Bléré (bureau centralisateur) | 37027      | CC Autour de Chenonceaux Bléré-Val de Cher | 30,80            | 5 340 (2022)                      | 173                | modifier les données · modifier les données |
| Athée-sur-Cher                | 37008      | CC Autour de Chenonceaux Bléré-Val de Cher | 34,47            | 2 848 (2022)                      | 83                 | modifier les données · modifier les données |
| Azay-sur-Cher                 | 37015      | CC Touraine-Est Vallées                    | 22,85            | 3 127 (2022)                      | 137                | modifier les données · modifier les données |
| Céré-la-Ronde                 | 37046      | CC Autour de Chenonceaux Bléré-Val de Cher | 49,20            | 424 (2022)                        | 8,6                | modifier les données · modifier les données |
| Chenonceaux                   | 37070      | CC Autour de Chenonceaux Bléré-Val de Cher | 4,33             | 334 (2022)                        | 77                 | modifier les données · modifier les données |
| Chisseaux                     | 37073      | CC Autour de Chenonceaux Bléré-Val de Cher | 11,80            | 590 (2022)                        | 50                 | modifier les données · modifier les données |
| Cigogné                       | 37075      | CC Autour de Chenonceaux Bléré-Val de Cher | 21,79            | 462 (2022)                        | 21                 | modifier les données · modifier les données |
| Civray-de-Touraine            | 37079      | CC Autour de Chenonceaux Bléré-Val de Cher | 22,88            | 1 828 (2022)                      | 80                 | modifier les données · modifier les données |
| Cormery                       | 37083      | CC Loches Sud Touraine                     | 6,07             | 1 860 (2022)                      | 306                | modifier les données · modifier les données |
| Courçay                       | 37085      | CC Autour de Chenonceaux Bléré-Val de Cher | 24,77            | 796 (2022)                        | 32                 | modifier les données · modifier les données |
| La Croix-en-Touraine          | 37091      | CC Autour de Chenonceaux Bléré-Val de Cher | 15,04            | 2 484 (2022)                      | 165                | modifier les données · modifier les données |
| Dierre                        | 37096      | CC Autour de Chenonceaux Bléré-Val de Cher | 10,27            | 637 (2022)                        | 62                 | modifier les données · modifier les données |
| Épeigné-les-Bois              | 37100      | CC Autour de Chenonceaux Bléré-Val de Cher | 14,52            | 400 (2022)                        | 28                 | modifier les données · modifier les données |
| Francueil                     | 37110      | CC Autour de Chenonceaux Bléré-Val de Cher | 12,91            | 1 453 (2022)                      | 113                | modifier les données · modifier les données |
| Luzillé                       | 37141      | CC Autour de Chenonceaux Bléré-Val de Cher | 40,68            | 983 (2022)                        | 24                 | modifier les données · modifier les données |
| Saint-Martin-le-Beau          | 37225      | CC Autour de Chenonceaux Bléré-Val de Cher | 18,44            | 3 193 (2022)                      | 173                | modifier les données · modifier les données |
| Sublaines                     | 37253      | CC Autour de Chenonceaux Bléré-Val de Cher | 14,44            | 176 (2022)                        | 12                 | modifier les données · modifier les données |
| Canton de Bléré               | 3703       |                                            | 355,26           | 26 935 (2022)                     | 76                 | modifier les données                        |

## Démographie

### Démographie avant 2015
| 1962   | 1968   | 1975   | 1982   | 1990   | 1999   | 2006   | 2011   | 2012   |
| ------ | ------ | ------ | ------ | ------ | ------ | ------ | ------ | ------ |
| 14 397 | 14 464 | 14 991 | 16 777 | 19 056 | 20 359 | 22 394 | 23 837 | 24 066 |

### Démographie depuis 2015
En 2022, le canton comptait 26 935 habitants, en évolution de +2,41 % par rapport à 2016 (Indre-et-Loire : +1,67 %, France hors Mayotte : +2,11 %).
| 2013   | 2018   | 2022   |
| ------ | ------ | ------ |
| 26 088 | 26 330 | 26 935 |